# ده جعفری
ده جعفری، روستایی از توابع بخش مرکزی شهرستان هامون در استان سیستان و بلوچستان ایران است.

## جمعیت
این روستا در دهستان محمدآباد قرار دارد و براساس سرشماری مرکز آمار ایران در سال ۱۳۸۵، جمعیت آن زیر سه خانوار بوده‌است.